# Walter Matthau
Walter Matthau (1. října 1920, New York – 1. července 2000 Santa Monica, Kalifornie) byl americký herec rusko-židovského původu, otec herce a režiséra Charlese Matthaua, držitel ceny Americké filmové akademie Oscar i prestižní americké divadelní ceny Tony.

## Život
Matthau se narodil jako Walter John Matthow 1. října 1920 v New York City ve čtvrti Lower East Side.
Jeho matka, Rose (za svobodna Berolsky), byla židovka z Litvy, která pracovala jako dělnice v oděvním průmyslu a otec, Milton Matthow, byl ukrajinský Žid z Kyjeva, který pracoval jako pouliční obchodník a elektrikář. Od dětství si na Manhattanu přivydělával na živobytí různými pomocnými pracemi, později pracoval i jako boxerský instruktor a trenér basketbalu.
Od mládí také hrál ochotnicky divadlo. Během 2. světové války sloužil v Americké armádě u bombardovacího letectva ve Velké Británii jakožto telegrafista na letounu B-24 Liberator. Herectví studoval až po skončení války v rodném New Yorku. Svoji uměleckou dráhu zahájil v zájezdových divadlech. V roce 1948 debutoval na divadelních prknech na newyorské Broadwayi.
U televize a filmu se začal objevovat teprve na počátku 50. let, kdy zpočátku hrál drobné a epizodní role, často hrál různé padouchy, nesympatické antihrdiny či lidi na okraji společnosti.
Mezi hvězdy amerického filmu se prosadil až v 60. letech 20. století díky režiséru Bilimu Wilderovi, kdy úspěšně vytvořil komickou dvojici s Jackem Lemmonem. Českým divákům bude také dobře znám, mimo jiné, též z filmové podoby známého muzikálu Hello, Dolly! (Hello, Dolly!; 1969), kde si zahrál hlavní roli po boku Barbry Streisandové.

## Filmografie (výběrová)
- Dej si pohov, kámoši 2 (Grumpier Old Men; 1995)
- Tanec na vlnách (Out to Sea; 1997)
- Dennis - postrach okolí (Dennis the Menace; 1993)
- Dej si pohov, kámoši (Grumpy Old Men; 1993)
- Kamaráde, kamaráde (Buddy Buddy; 1981)
- Apartmá v Kalifornii (California Suite; 1978)
- Vstupte (The Sunshine Boys; 1975)
- Na titulní straně (The Front Page; 1974)
- Přepadení vlaku z Pelhamu (The Taking of Pelham One Two Three; 1974)
- Charley Varrick (Charley Varrick; 1973)
- Smějící se policajt (The Laughing Policeman (An Investigation of Murder); 1973)
- Pete a Tillie (Pete 'n' Tillie; 1972)
- Apartmá v hotelu Plaza (Plaza Suite; 1971)
- Hello, Dolly! (Hello, Dolly!; 1969)
- Kaktusový květ (Cactus Flower; 1969)
- Podivný pár (The Odd Couple; 1968)
- Průvodce ženatého muže (A Guide for the Married Man; 1967)
- Štístko (The Fortune Cookie; 1966)
- Šaráda (Charade; 1963)